# هوسلیا (آلاسکا)
هوسلیا (به انگلیسی: Huslia) شهری در ناحیه سرشماری یوکان-کویوکوک ایالت آلاسکا است که جمعیت آن در سرشماری سال ۲۰۰۰ میلادی ۲۹۳ نفر بوده‌است.